# Messala (Mondkrater)
Messala ist ein großer Einschlagkrater am nordöstlichen Rand der Mondvorderseite.
Er liegt nordöstlich von Geminus und südlich von Schumacher.
Der Kraterwall ist stark erodiert.
| Buchstabe | Position           | Durchmesser | Link |
| --------- | ------------------ | ----------- | ---- |
| A         | 36,53° N, 53,79° O | 25 km       |      |
| B         | 37,34° N, 59,77° O | 17 km       |      |
| C         | 40,99° N, 65,81° O | 11 km       |      |
| D         | 40,49° N, 67,83° O | 28 km       |      |
| E         | 39,95° N, 64,92° O | 40 km       |      |
| F         | 38,82° N, 64,37° O | 33 km       |      |
| G         | 39,05° N, 68,86° O | 31 km       |      |
| J         | 41,1° N, 61,16° O  | 14 km       |      |
| K         | 40,85° N, 58,72° O | 25 km       |      |

Der Krater wurde 1935 von der IAU nach dem jüdischen Astronomen und Astrologen Māschā'allāh ibn Atharī offiziell benannt.